# Lawrence Johnson
Lawrence Johnson (Norfolk (Virginia), Estados Unidos, 7 de mayo de 1974) es un atleta estadounidense retirado, especializado en la prueba de salto con pértiga en la que llegó a ser subcampeón olímpico en 2000.

## Carrera deportiva
En los JJ. OO. de Sídney 2000 ganó la medalla de plata en el salto con pértiga, con un salto de 5.90 metros, quedando en el podio tras su compatriota Nick Hysong (oro también 5.90 m pero en menos intentos) y por delante del ruso Maksim Tarasov (bronce igualmente con 5.90 metros pero necesitó más intentos).